# برد فرمن
برد فرمن (انگلیسی: Brad Furman) کارگردان و فیلم‌نامه‌نویس اهل آمریکا است.
فرمن در لافایت هیل، پنسیلوانیا بزرگ شد، به مدرسه مرکزی فرندس رفت و در دانشگاه نیویورک تحصیل کرد و در آنجا مدرک کارشناسی هنرهای زیبا را در رشته فیلم و تلویزیون از مدرسه هنر تیش گرفت.
فرمن موزیک ویدیو «منظورت چیه؟» را نیز کارگردانی کرده‌است. توسط خواننده جاستین بیبر در سال ۲۰۱۵. در سال ۲۰۱۶، فورمن کارگردانی برایان کرانستون در فیلم نفوذی را بر عهده داشت. این فیلم بر اساس زندگینامه‌ای به همین نام توسط رابرت مازور، یک مأمور ویژه گمرک ایالات متحده است که در دهه ۱۹۸۰ با مخفی شدن به عنوان یک تاجر فاسد، به سرنگونی سازمان پولشویی پابلو اسکوبار کمک کرد.

## فیلم‌شناسی
- تعقیب (۲۰۰۷)
- وکیل لینکلن (۲۰۱۱)
- رانر رانر (۲۰۱۳)
- نفوذی (۲۰۱۶)
- شهر دروغ‌ها (۲۰۱۸)
- سرباز حلبی (۲۰۲۵)[۴]